# Bernard Mensah
Bernard Mensah (Acra, 17 de outubro de 1994), é um futebolista ganês que joga como meia. Atualmente defende o Beşiktaş. Jogou 4 jogos pelo Ghana, seleção do seu país, nos quais marcou um golo.

## Biografia
O primeiro clube onde se estreou na primeira divisão foi o Vitória de Guimarães 2014/2015, com apenas 19 anos jogou 34 jogos como titular, nos quais marcou 5 golos.
Em Julho de 2015 foi comprado pelo Atlético de Madrid, e foi cedido de empréstimo ao Getafe CF, a sua passagem pelo Getafe CF, não foi muito feliz apesar de no início o treinador Fran Escriba se mostrar muito feliz por ter, esta jovem promessa na sua equipa, não lhe deu muitas oportunidades para poder mostrar o seu talento na liga espanhola.
Em Agosto de 2016 regressou por empréstimo do Atlético de Madrid ao Vitória de Guimarães, onde se manteve até final da época 2016-2017.
Sem espaço no Atlético de Madrid, seguiram-se dois novos empréstimos consecutivos a equipas turcas. Primeiro ao Kasımpaşa Spor Kulübü, na época 2017-2018 e, na época seguinte, ao Kayserispor Kulübü, clube pelo qual continua a actuar.